# سیرانوادا (فیلم)
سیرانوادا (رومانیایی: Sieranevada) فیلمی به کارگردانی کریستی پویو است که در سال ۲۰۱۶ منتشر شد. خلاصه داستان درباره یک متخصص مغز و اعصاب موفق است که قرار است در یک وعده غذایی خانوادگی برای بزرگداشت پدر متوفی خود شرکت کند. این فیلم برای رقابت برای نخل طلای در بخش مسابقه جشنواره فیلم کن ۲۰۱۶ انتخاب شده‌است. این فیلم به عنوان فیلم رومانیایی برای بهترین فیلم خارجی‌زبان در هشتاد و نهمین دوره جوایز اسکار انتخاب شد، اما نامزد نشد.